# Вену Мадхав
Вену Мадхав (телугу వేణుమాధవ్; 30 декабря 1969, Кодад, Андхра-Прадеш — 25 сентября 2019, Секундерабад, Телингана) — индийский актёр-комик, снимавшийся преимущественно в фильмах на телугу, а также телеведущий. Лауреат премии «Нанди» за лучшее исполнение комической роли.

## Биография
Родился недалеко от города Кодад (ныне штат Телингана) 30 декабря 1969 года.
Начал карьеру как артист-имитатор, выступая на культурных мероприятиях и свадьбах. После имевшего большой успех выступления на мероприятии партии Телугу Десам ему предложили работу в офисе партии в качестве телефонного оператора.
Работая там, он встретился с несколькими артистами кино, и в итоге благодаря их контактам вошёл в киноиндустрию.
Он дебютировал в фильме Sampradayam (1996) Кришны Редди. 
Позднее режиссёр Шива Нагесвара Рао дал ему небольшую роль в Hands Up, который вышел в 2000 году, однако эпизод с Вену Мадхавом не вошел в финальную версию фильма, хотя его имя было указано в титрах.
Однако вышедшая годом ранее мелодрама Tholi Prema стала хитом, в одночасье сделав его востребованным комедийный актёром. Он начал сниматься почти в 40 фильмах каждый год. Он также появился в главной роли в комедиях Hungama (2005), Bhookailash (2007) и Premabhishekam (2008).
Так в Bhookailash Шивы Нагесвары Рао он сыграл молочника, который разбогател во время бума недвижимости, но оказался не в состоянии справиться с успехом, потерял своё богатство и возвратился к прежней жизни.
Актёр получил премию «Нанди» за свою игру в Lakshmi В. В. Винаяка (2006).
Он также работал ведущим в нескольких телевизионных программах.
На определенном этапе Мадхав стал звёздным комиком и был настолько занят, что не имел ни одной свободной минуты в ежедневном графике.
Однако затем он резко сократил количество фильмов, в которых работал, из-за чего пошли слухи об ухудшении его здоровья, которые актёр всегда отрицал. Вену Мадхав в последний раз появился на экранах в малобюджетном фильме Dr. Paramanandaiah Student (2016).
Актёр скончался 25 сентября 2019 года в 12:21 в корпоративной больнице в Секундерабаде, куда он был помещён за день до этого из-за болезни почек.
У него остались жена и двое детей.